# Parco nazionale Yalgorup
Il parco nazionale Yalgorup è un'area naturale protetta dell'Australia Occidentale, istituito nel 1966.
Occupa una superficie di 131,39 km² direttamente a sud di Mandurah e 105 km a sud Perth.